# Pyragraphorus caballeroi
Pyragraphorus caballeroi är en plattmaskart. Pyragraphorus caballeroi ingår i släktet Pyragraphorus och familjen Pyragraphoridae. Inga underarter finns listade i Catalogue of Life.